# 프리드쇼프 소헤임
프리드쇼프 소헤임(Fridtjov Såheim, 1968년 7월 2일 ~ )은 노르웨이의 배우, 영화 감독, 각본가이다.
노르웨이에서 태어났다.

## 영화
- 더 웨이브 (2015년) - 아비드 역
- 인투 더 다크 (2012년)
- 키퍼 틸 리버풀 (2010년)
- 홈 포 크리스마스 (2010년) - 너트 역
- 로테네터 (2009년) - 프레드릭 역
- 데 안드레 (2009년)
- 삼멘 (2009년)
- 하우스 오브 풀스 (2008년)
- 프릿 빌트 2 (2008년)
- 마르스 & 비너스 (2007년)
- 부정적으로 생각하기 (2007년)
- 페더젠 동지 (2006년)
- 하와이, 오슬로 (2004년)
- 내 인생의 여인 (2003년)
- 누가 요니를 삽으로 때렸나 (2003년)